# Nothobranchius annectens
Nothobranchius annectens är en art av årstidsfisk som lever endemiskt i och omkring de södra delarna av Rufijifloden. Sedan 2006 är arten endast känd från tre begränsade fångstplatser, alla i Tanzania: Kitonga (där holotypen infångades), Bagamoyo och Somanga. Det begränsade utbredningsområdet gör den mer sårbar för habitatdegradering av livsmiljön. Den Internationella naturvårdsunionen (IUCN) kategoriserar därför arten som sårbar. Inga underarter finns listade. Som vuxna blir de hanarna som mest ca 4,5 centimeter långa (3,3 centimeter exklusive stjärtfenan), medan honorna blir något mindre.

## Livscykel
Precis som övriga Nothobranchius är N. annectens kortlivade, och upplever i naturen mycket sällan sin ettårsdag. Detta beroende på att de lever i områden med synnerligen stora skillnader mellan regnperiod och torrperiod, och under den sistnämnda torkar allt flytande vatten ut, varvid de vuxna individerna utan undantag dör. Därav beteckningen "årstidsfiskar". Arten överlever då endast tack vare de romkorn som avlagts i bottensedimentet, och som kan ligga vilande i en så kallad diapaus i många månader i väntan på nästa regnperiod. Till skillnad från flertalet andra Nothobranchius är diapausen emellertid inte strikt livsnödvändig för N. annectens, utan en ett litet antal av äggen kan överleva även utan torkning. De kläcks då efter cirka tre veckor i vatten, men kläckningsprocenten är dålig: endast ca 15 av 1 000 lagda ägg kläcks.
I de områden N. annectens förekommer varar regnperioderna oftast ungefär 8–9 månader, och under denna tid måste alltså äggen hinna kläckas och de små ynglen växa upp och bli könsmogna för att hinna leka och avge nya romkorn. Misslyckas detta är risken stor att arten dör ut. Evolutionen har lett till att ynglen därför är extremt snabbväxande: från att bara ha varit 3–4 millimeter långa vid kläckningen växer annectens-hanar under goda förhållanden upp till cirka 4,5 centimeters längd och uppnår könsmognad efter bara sex veckor. Till skillnad från de flesta andra romläggande fiskar är ynglen vid kläckningen relativt väl utvecklade, har redan förbrukat sin gulesäck och kan genast simma fritt. Honorna utvecklas i en något långsammare, men jämnare takt.

## Etymologi
Släktnamnet Nothobranchius är sammansatt av grekiska nothos: "falsk", "oäkta", och branchia: "gälar". Uttal: [no:tho:br’aηki”θss]. Namnet kommer av att samtliga Nothobranchius har ett extra par membran utan syreupptagningsförmåga, som ligger mellan gällocket och gälarna.
Artnamnet annectens är ett derivat ur det latinska ordet annectere, presens aktivum infinitiv av annecto vilket är en alternativ form av adnecto, med betydelsen "jag ansluter till", "jag bifogar till". Namnet är härlett ur att arten bildar en länk mellan de stammar av Nothobranchius guentheri som förekommer på ön Zanzibar och de övriga arterna i Nothobranchius guentheri-artkomplexet, som lever på fastlandet.

## Akvarieförhållanden
Som flertalet andra äggläggande tandkarpar kan arten hållas i 40–60-liters akvarium. Hannarna är aggressiva mot andra hanar av samma art. Arten kan hållas tillsammans med andra tropiska och subtropiska fiskar med ungefär samma storlek. För att undvika korsningar bör man dock inte hålla dem samman med andra arter ur släktet Nothobranchius. Den snabba livscykeln orsakad av skillnaderna mellan regn- och torrtid tycks vara hårt kodad i fiskarnas gener, för även i fångenskap blir Nothobranchius annectens sällan över året gamla – trots att det då givetvis inte saknas vatten eller foder.

## Uppfödning
Arten förekommer sällsynt bland akvarister som specialiserat sig på äggläggande tandkarpar ("killifiskar"), som föder upp dem i fångenskap. Denna årstidsfisk lägger sin rom i bottenmaterialet varefter äggen utvecklas bäst om de får en 2–3 månader lång diapaus i lätt fuktigt material – gärna torv – innan de åter läggs ner i vatten, och kläcks. Precis som vid odling av flertalet andra annuella äggläggande tandkarpar bör torven hålla en fuktighet motsvarande ungefär den hos piptobak, med så små skillnader i fuktighet som möjligt under hela diapausen.